# Gà ML-VCN
Gà ML-VCN (tên đầy đủ gà Mía lai Lương phượng – Viện Chăn nuôi), là tổ hợp gà lông màu kiêm dụng được tạo ra từ gà Mía với gà Lương Phượng. Đây là một tiến bộ kỹ thuật của ngành nông nghiệp Việt Nam.

## Đặc điểm
- Ở con trống, lông phần thân màu vàng, hoặc vàng nâu, lông đuôi dài và cánh có điểm một số lông màu xanh đen. Ở con mái lông màu vàng có điểm đốm đen.
- Gà có mào cờ đơn.
- Mỏ, da và chân màu vàng.
- Lúc 13 tuần tuổi, khối lượng cơ thể đạt 1,8-1,9 kg/con, chất lượng thịt thơm ngon, tỷ lệ nuôi sống đạt 95-96,7%.
- Gà có khả năng tự tìm kiếm thức ăn cao phù hợp với phương thức nuôi bán chăn thả và chăn thả.